# دانشنامه حافظ و حافظ‌پژوهی
دانشنامه حافظ و حافظ پژوهی یک دایرةالمعارف چهار جلدی دربارهٔ حافظ و حافظ‌شناسی است.

## موضوع کتاب
نگارش این دانشنامه در سال ۱۳۹۳  به سرپرستی عبدالله جاسبی  و سرویراستاری بهاءالدین خرمشاهی آغاز شد و در بهار ۱۳۹۷ منتشر شد. سید علی موسوی گرمارودی مدیر اجرایی، عارف خرمشاهی، دبیر و کامران فانی، مشاور این دانشنامه بوده‌اند. نویسندگان دانشنامه برخی از اعضای فرهنگستان زبان و ادب فارسی و حافظ شناسان و حافظ پژوهان مطرح معاصر بوده‌اند که جمعاً به ۱۵۰ نفر می‌رسیدند. این دانشنامه ۲۷۰۰ صفحه و نزدیک به ۲۰۰۰ مدخل دارد که در چهار جلد از سوی انتشارات نخستان پارسی منتشر شده‌است.

## نویسندگان دانشنامه
نویسندگان مطرح دانشنامه:
- بهاءالدین خرمشاهی
- سید حسن امین
- آذرتاش آذرنوش
- محمد افشین وفایی
- نوش‌آفرین انصاری
- حسن انوری
- حسن انوشه
- مزدک انوشه
- نصرالله پورجوادی
- جویا جهانبخش
- غلامعلی حداد عادل
- کاووس حسن‌لی
- سعید حمیدیان
- اصغر دادبه
- فرهنگ رجائی
- محمود عابدی
- مسعود فریامنش
- ناصر فکوهی
- میر جلال‌الدین کزازی
- کوروش کمالی سروستانی
- علی موسوی گرمارودی
- احمد مهدوی دامغانی
- میرحسن ولوی
- هیوا مسیح
- رضا یعقوبی[۸]

## رونمائی کتاب
جشن رونمایی این دانشنامه در اردیبهشت ماه ۱۳۹۷ در موسسه فرهنگی اکو برگزار شد.